# ファルファッレ

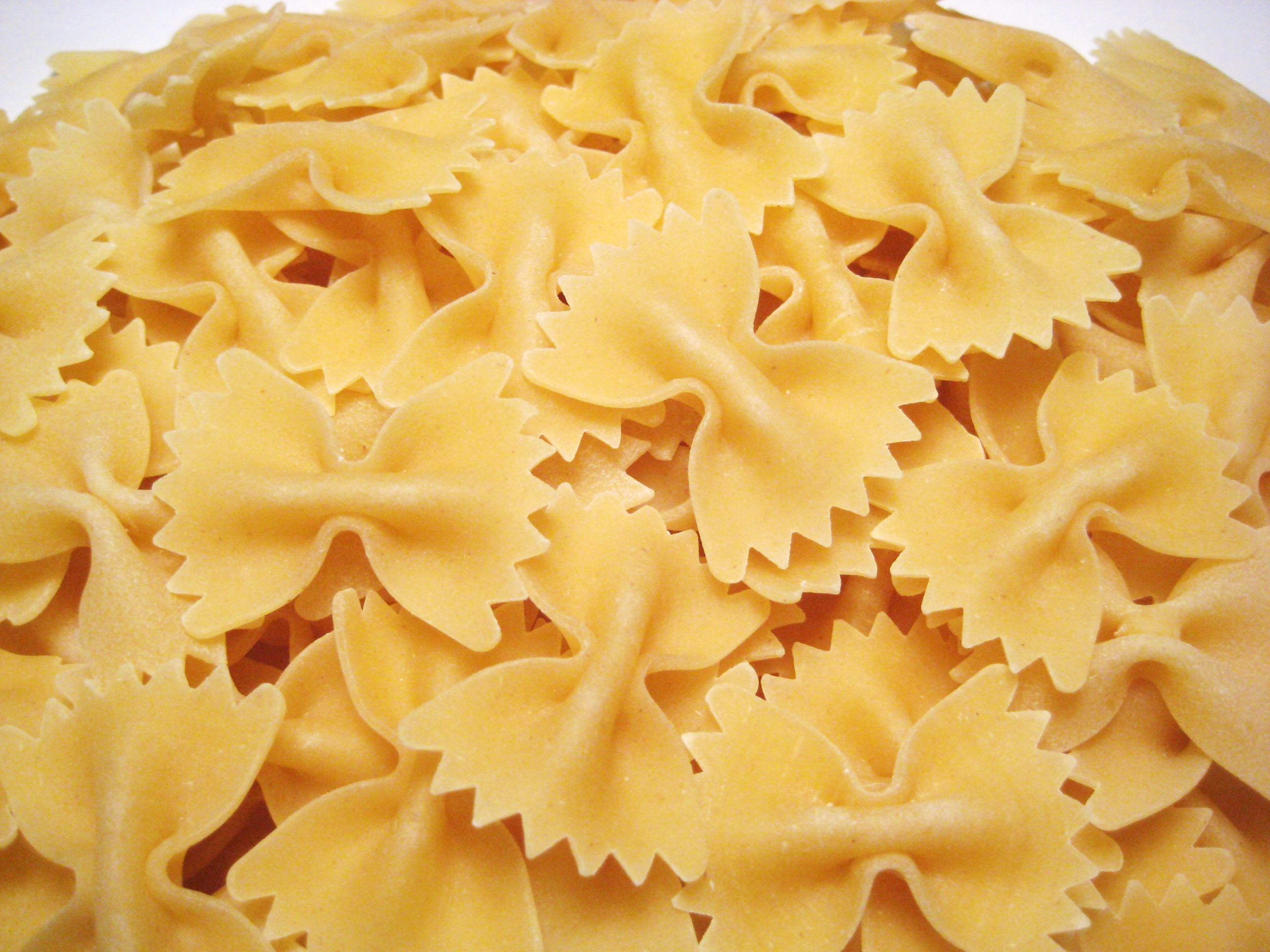
調理する前のファルファッレ

ファルファッレ（伊: Farfalle）はパスタの一種である。蝶ネクタイのような形をしており、イタリア語のfarfalla（蝶々）が名前の由来である。なお、Farfalleという綴りの最後の"e"は、イタリア語では女性名詞の複数形であり、「蝶々たち」という意味がある。
16世紀の北イタリアのロンバルディア州もしくはエミリア＝ロマーニャ州が発祥地だといわれており、エミリア＝ロマーニャ州のモデナでは、"ストリケッティ（strichetti）"とも呼ばれている。

## 形状・種類
ファルファッレには幾つかの種類があるが、いずれも蝶ネクタイのような特徴的な形をしている。
端がギザギザになっている長方形や楕円形の生地を元に作られ、特に、生地に筋目が入ったものは、ファルファッレ・リガーテ(farfalle rigate)と呼ばれる。また、大きさによって呼び名が変わり、大きいものは"ファルファローネ（farfallone）"、小さいものは"ファルファリーナ（farfalline）"と呼ばれる。
生地に何も混じっていないプレーンタイプの他、トマトを練りこんだものや、スピナッチ（ほうれん草の一種）を練りこんだものなど様々な種類がある。

## 用途
ユニークな見た目から、サラダの具として使われたり、クリスマスリースの材料として使われることもある。

## その他
ファルフェル（farfel:卵と大麦のユダヤ料理のパスタ）と名前が似ているが、関係はない。